# 陈在嘉
陈在嘉（1928年—），女，江西黎川人，中国心血管内科专家，曾任中国医学科学院阜外医院研究员、博士生导师。